# Мирпур-Хас
Мирпур-Хас (урду میرپور خاص‎) — город в пакистанской провинции Синд, административный центр одноимённого округа. Население — 242 887 чел. (на 2010 год).

## История
До исламского завоевания Синда арабской армией Мухаммеда ибн Касима, на месте Мирпур-Хаса располагалось процветающее буддистское поселение, известное как Kahoo Jo Daro. Остатки ступы сохранились до наших дней. В поселении люди занимались сельским хозяйством и садоводством. После образования государства Пакистан, в Мирпур-Хас эмигрировал из Хайдарабада поэт и последний кади Угадира Мохаммед Зайнул Абедин. Здесь он умер и был похоронен.

## Население
По результатам переписи 1998 года в городе проживало 184 465 человек. Большинство населения по национальности — синдхи.